# Арнулф Лоши
Арнулф (умро 14. јула 937), звани Лоши или Зли, био је војвода од Баварске од 907. до своје смрти. Био је члан династије Луитполдинг.

## Младост
Арнулф је био син маргравеа Луитполда, војводе од Баварске и Кунигунде, кћерке Бертолда I, гроф-палатина од Швабије. После смрти његова оца у бици код Брезалауспурка 907. (данас Братислава), наследио га је као владар баварских поседа у околини Регензбурга.

## Касније године
Опседнут повременим упадима Мађара и очајан у покушају да повећа средства за финансирање одбране, Арнулф је повећао своју моћ запленом црквеног земљишта и добара, због чега је зарадио надимак „Лоши“. Он је обновио племенско војводство Баварску и, коначно, преговарао о примирју са Мађарима који су одонда масовно пролазили кроз Баварску током њихових упада на остале немачке територије.
Арнулф се снажно одупро краљу Конраду I, кога је подржао током његовог избора и који је 913. оженио његову мајку Кунигунду. У Конрадовом конфликту са Ерхангером и Бурхардом II од Швабије он је подупирао своје швабијске рођаке и после изазвао Конрадовог наследника, Хенрика I Птичара од Саксоније. Према Annales Iuvavenses, из 920., Baiuarii sponte se reddiderunt Arnolfo duci et regnare ei fecerunt in regno teutonicorum: Баварци, са неким осталим Источним Францима, су изабрали Арнулфа за краља насупрот Хенрику (заправо 919.). Арнулфова „владавина“ је била кратковечна. Хенрик га је поразио у два похода 921., потврдивши свој суверенитет над Баварском заузврат за Арнулфово одрицање свих својих краљевских титула.
Арнулф је умро у Регензбургу 937. и сахрањен је у опатији Светог Емерама.

## Брак
Многи верују да је Арнулф оженио Јудит од Фриулија, кћерку грофа Еберхарда од Фриулија и Гизеле од Вероне. Датуми се, ипак, не поклапају. Јудит од Фриулија је умрла око 881. Према томе венчање би било између дечака (или бар младог) Арнулфа и старије Јудит, која би требало да роди неколико деце 23 или више година после своје смрти. Вероватније је, према томе, да је оженио Јудит од Зулихгауа (рођену око 888.), кћерку Еберхарда од Зулихгауа.
Арнулфова кћерка Јудит се удала за Хенрика I од Баварске, брата Отона I, Светог Римског цара.

## Породично стабло
|  |                         |  |  |  |  |  |  |  |  |  |  |  |  |  |  |  |
|  | 2. Луитполд од Баварске |  |  |  |  |  |  |  |  |  |  |  |  |  |  |  |
|  |                         |  |  |  |  |  |  |  |  |  |  |  |  |  |  |  |
|  |                         |  |  |  |  |  |  |  |  |  |  |  |  |  |  |  |
|  | 1. Арнулф Лоши          |  |  |  |  |  |  |  |  |  |  |  |  |  |  |  |
|  |                         |  |  |  |  |  |  |  |  |  |  |  |  |  |  |  |
|  |                         |  |  |  |  |  |  |  |  |  |  |  |  |  |  |  |
|  | 3. Кунигунда од Швабије |  |  |  |  |  |  |  |  |  |  |  |  |  |  |  |
|  |                         |  |  |  |  |  |  |  |  |  |  |  |  |  |  |  |
|  |                         |  |  |  |  |  |  |  |  |  |  |  |  |  |  |  |